# Lista över blekingska spelmän
Lista över blekingska spelmän.

## Lösens socken
- Karl Johansson (1839–1924).[1]

## Nättraby socken
- Alfred Petersson (1852–1927).[1]

## Ronneby
- Ola Olsson (1823–1888).